# Nicola Minali
Nicola Minali (Isola della Scala, Verona, 10 de noviembre de 1969) fue un ciclista italiano, profesional entre los años 1993 y 2002, durante los cuales consiguió 49 victorias.
Su especialidad, sin lugar a dudas, eran las llegadas al sprint, como atestiguan las doce victorias de etapa en las Grandes Vueltas.
El 24 de julio de 2013 su nombre apareció en el informe publicado por el senado francés como uno de los treinta ciclistas que habrían dado positivo en el Tour de Francia 1998 con carácter retrospectivo, ya que analizaron las muestras de orina de aquel año con los métodos antidopaje actuales.
Su hijo Riccardo Minali  es también ciclista profesional.

## Palmarés
| 1992 - La Popolarissima 1993 - 1 etapa de la Semana Lombarda - 1 etapa de los Tres Días de La Panne 1994 - 1 etapa del Tour de Francia - 2 etapas del Tour de Romandía - 1 etapa de la Semana Catalana 1995 - París-Tours - 3 etapas de la Vuelta a España - 3 etapas de la Semana Catalana - 2 etapas de la Tirreno-Adriático - 1 etapa del Giro de Italia - 1 etapa de la Vuelta a Aragón - 1 etapa de la Vuelta a Valencia - 3 etapas de la Vuelta a Dinamarca 1996 - París-Tours - 4 etapas de la Vuelta a España - 2 etapas de la Vuelta a Burgos - Gran Premio Ciudad de Misano Adriático - 1 etapa de la Vuelta a Dinamarca | 1997 - 2 etapas del Tour de Francia - 1 etapa de la Vuelta a Dinamarca - 2 etapas del Gran Premio Jornal de Noticias - 2 etapas de la Vuelta al Alentejo - 1 etapa del Giro di Puglia - 1 etapa del Giro de Cerdeña 1998 - 1 etapa del Giro de Italia - 1 etapa del Tour del Mediterráneo - 1 etapa de la Semana Catalana - 1 etapa de la Vuelta a Renania-Palatinado - Giro de la Provincia de Siracusa 1999 - 1 etapa de los Cuatro días de Dunkerque - 1 etapa de la Semana Lombarda 2001 - 1 etapa de la Vuelta a Suecia 2002 - 2 etapas de la Vuelta a Rodas |

## Equipos
- Mecair (1993)
- Gewiss (1994-1996)
- Batik-Del Monte (1997)
- Riso Scotti (1998)
- Cantina Tollo (1999)
- Alexia Aluminio (2000)
- Tacconi Sport-Vini Caldirola (2001-2002)